# Hagenomyia tristis
Hagenomyia tristis är en insektsart som först beskrevs av Walker 1853.  Hagenomyia tristis ingår i släktet Hagenomyia och familjen myrlejonsländor. Inga underarter finns listade i Catalogue of Life.